# Rorippa brachycarpa
Rorippa brachycarpa är en korsblommig växtart som först beskrevs av Carl Anton von Meyer, och fick sitt nu gällande namn av August von Hayek. Rorippa brachycarpa ingår i släktet fränen, och familjen korsblommiga växter. Inga underarter finns listade i Catalogue of Life.